# Катастрофа Bombardier CL600 в Монклове
Катастрофа Bombardier CL600 в Монклове — авиационная катастрофа, произошедшая 5 мая 2019 года в Мексике. Самолёт Bombardier CL600 Challenger авиакомпании Compañia de Aviación y Logística Empresarial выполнял пассажирский рейс по маршруту Лас-Вегас—Монтеррей, но разбился в пустыне к северо-западу от Монкловы. Погибли все 13 человек находившиеся на борту.

## Самолёт
Самолёт Bombardier CL-600-2B16 Challenger 601-3A с бортовым номером N601VH (серийный — 5043) был выпущен в 1989 году, и был оснащён 2 двигателями General Electric CF34-3A. На день катастрофы совершил 4122 цикла «взлёт-посадка» и налетал 7637 часов.